# Dispensarium

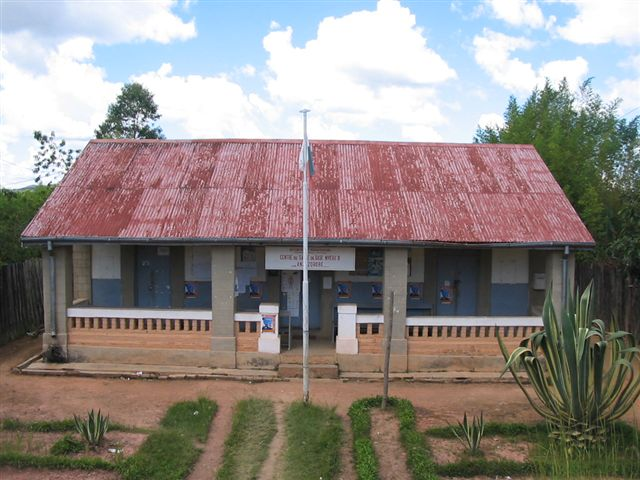
Het dispensarium van Anjozorobe, Madagaskar.

Een dispensarium is een instelling voor medisch onderzoek en controle, advies en/of eenvoudige behandeling van patiënten die ambulant, dus niet bedlegerig zijn. Ook vaccinatie en dergelijke kan geschieden in een dispensarium.
Tot een dispensarium kan worden gerekend: een consultatiebureau en een polikliniek. Soms is ook een apotheek aan het geheel verbonden. Tegenwoordig kan men ook te maken hebben met een medisch- of gezondheidscentrum of een uitgebreide huisartsenpost.
Ook noodvoorzieningen in ontwikkelingslanden of bij natuurrampen worden wel dispensarium genoemd.